# 루나 아웃포스트
루나 아웃포스트(lunar outpost)는 달에 설치할 유인 전초기지를 말한다. 달 전초기지라고도 번역한다.

## 역사

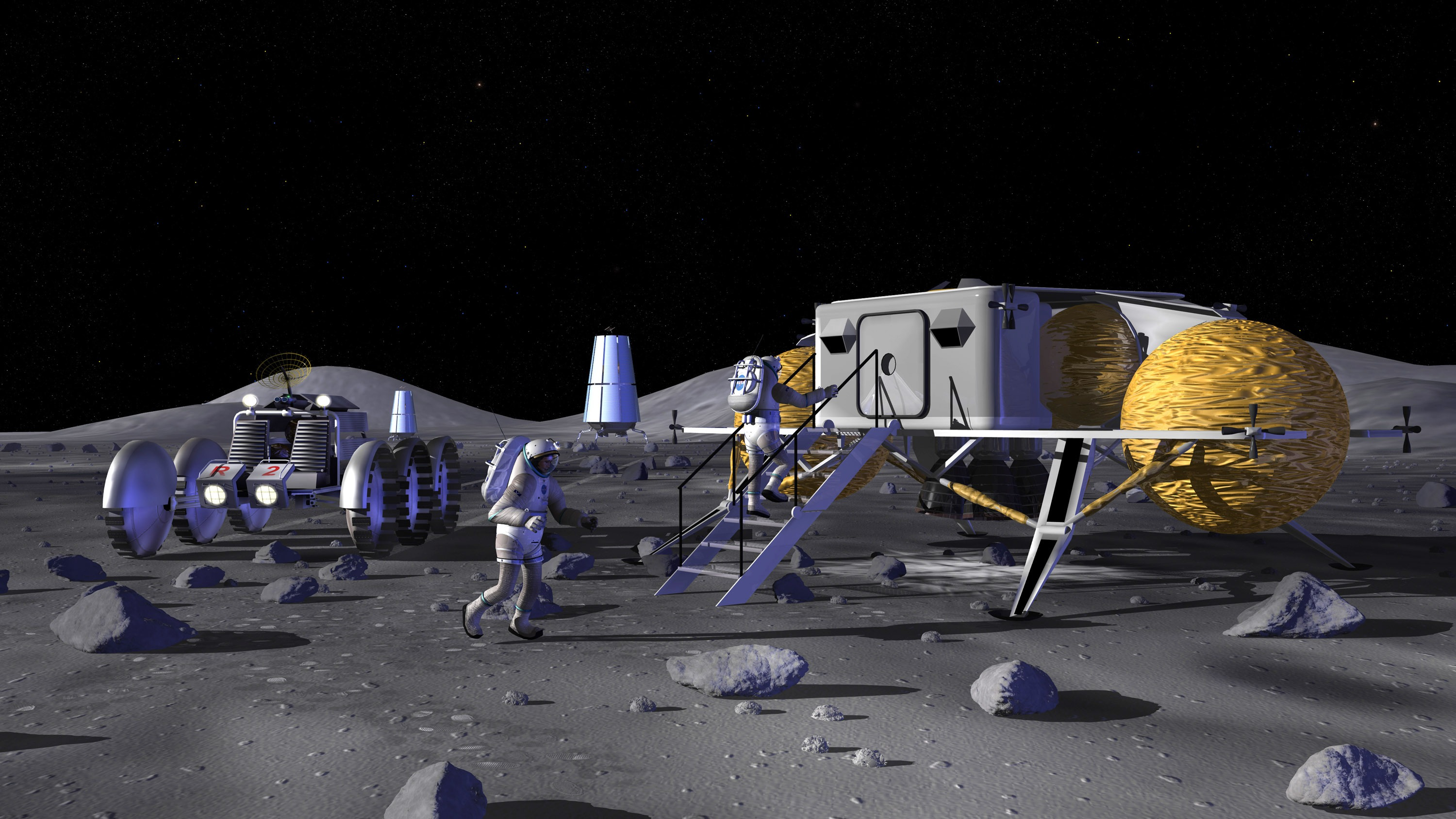
2006년 NASA의 달 전초기지 가상도

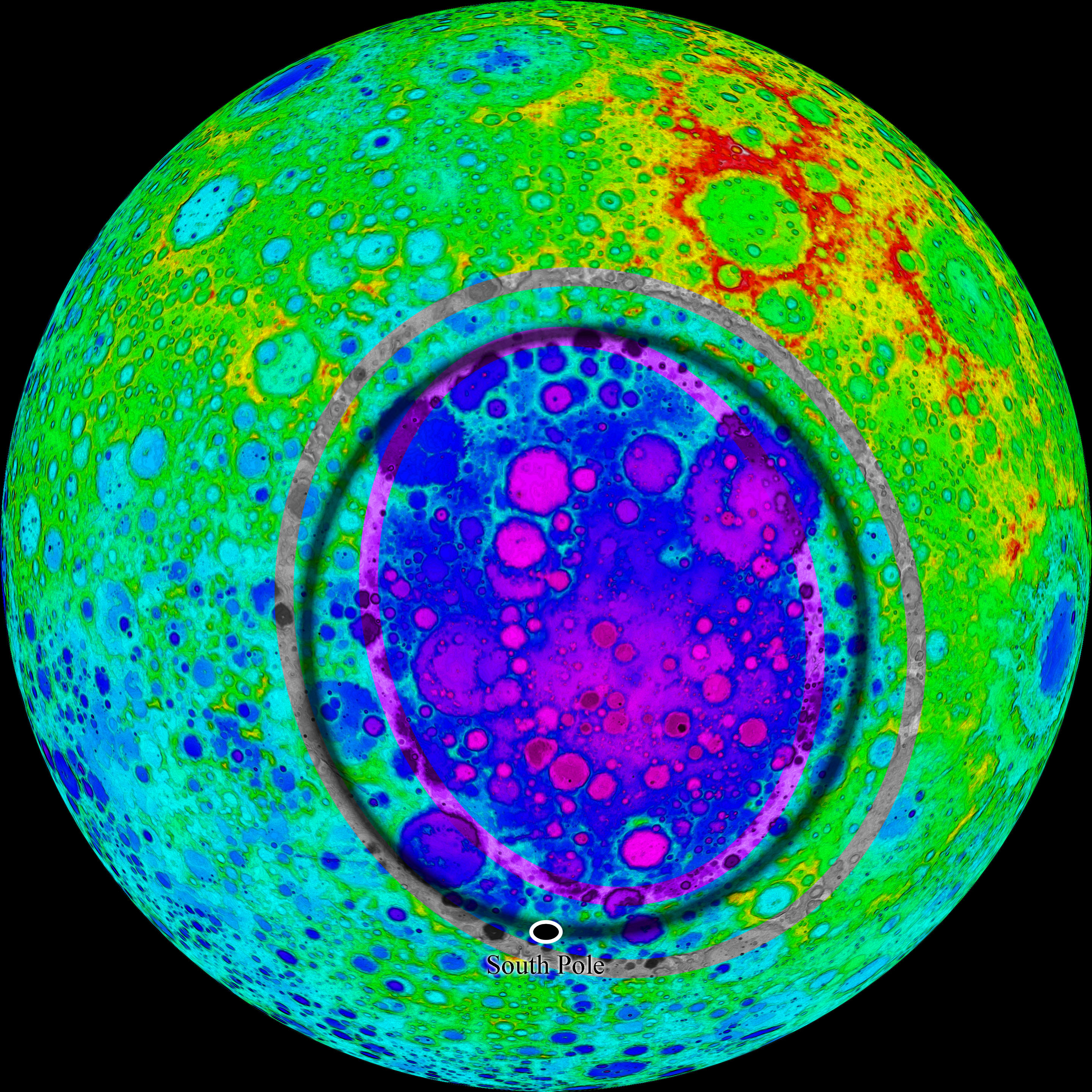
2007년 일본 가구야 달탐사 위성이 촬영한 달 남극 아이트켄 분지

2006년 12월 4일, 미국 NASA의 더그 쿠크(Doug Cooke)는 달 남극 근처 아이트켄 분지(Aitken Basin)에 루나 아웃포스트를 설치할 계획이라고 발표했다.
달에 남극에는 과거 거대한 소행성이 충돌한 흔적으로 생각되는 아이트켄 분지(Aitken Basin)가 있다. 이 거대 크레이터는 지름이 2,500 km로 태양계에서 가장 큰 크레이터 중 하나이다. 그리고 그 안에는 너비 75km, 높이 800m의 마픽 마운드가 있다.
전초기지는 아이트켄 분지의 섀클턴 크레이터에 설치될 것이다. 이곳은 하루에 75-80%의 시간동안 그늘이 지는 곳으로서, 인간이 거주하기에 적절한 환경을 갖고 있다. 영구적인 그늘의 근처에 있다. 그늘은 워싱턴의 내셔널 몰 면적인 1.25 km2(38만평) 정도이다. 어니스트 섀클턴(1874~1922) 경(Sir. Ernest Shackleton)은 영국의 대표적인 남극 탐험가다. 그 이름을 딴 크레이터이다.
인도가 발사한 찬드라얀 달탐사선은 전초기지의 정확한 위치를 확정하는데 도움을 주었다. 또다른 후보지는 달 북극의 피어리 크레이터와 달 남극의 마라페트 크레이터가 고려되고 있다.
2003년 3월 달탐사 무인우주선이 보내온 자료를 통해 나사는 아이트켄 분지(Aitken Basin)에서, 사우디아라비아 전체 매장량의 1000배인 270조 배럴 유전을 발견했다. 미국이 앞으로 100년간 소비할 에너지의 양이다. 미국은 2004년 1월부터 유인탐사선을 보내 원유의 경제성을 조사할 계획이다.
NASA는 2019년부터 2024년까지 5년 동안 달 전초기지를 건설할 계획이다. 미국 의회는 달 전초기지 이름이 "닐 A. 암스트롱 루나 아웃포스트"라고 정했다.

## 구성

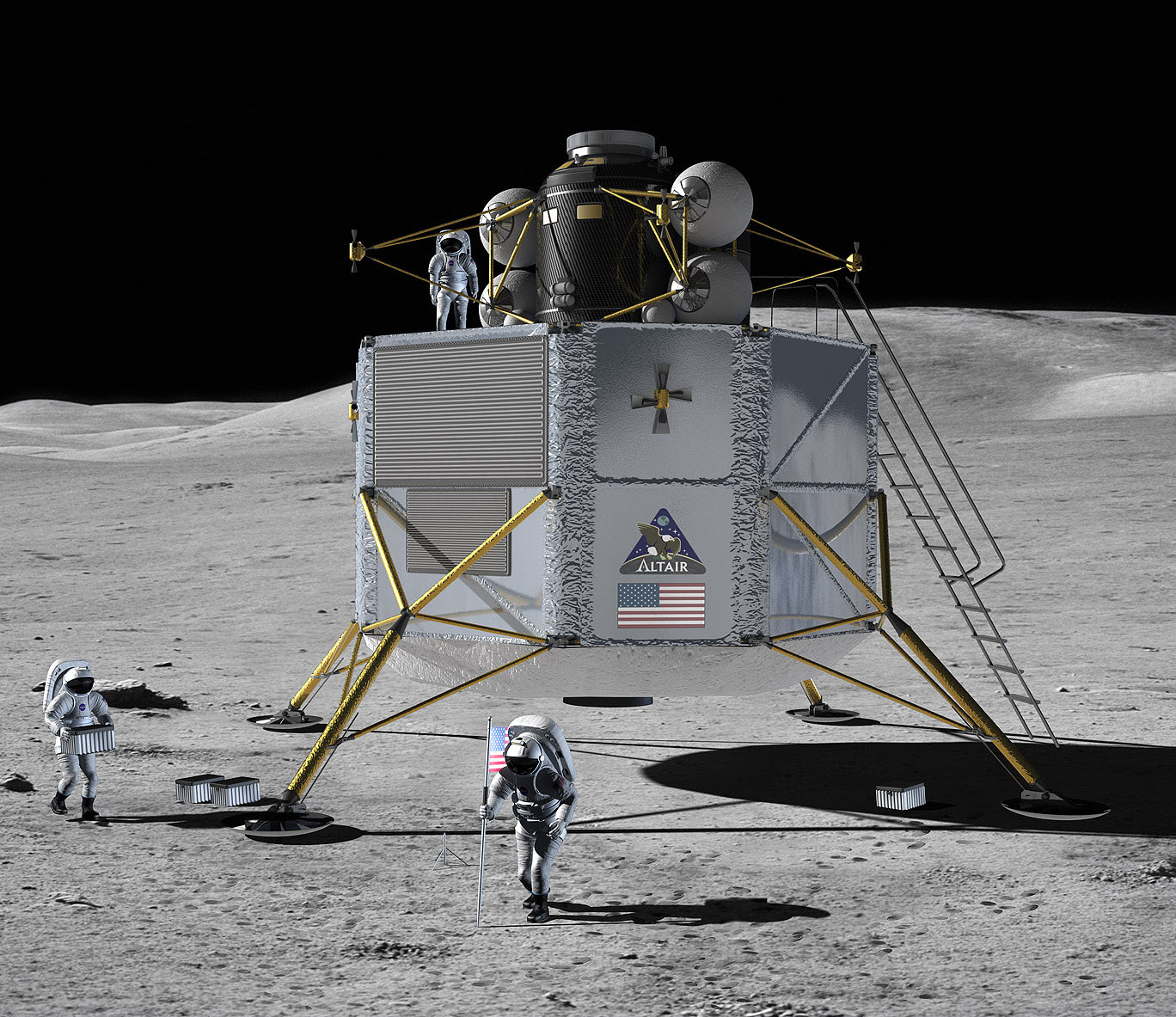
알테어 달착륙선

NASA의 달 전초기지는 다음을 포함하여 설계되었다:
- 거주 모듈
- 태양전지
- 바이퍼 (로버)
- 현지 자원 활용(ISRU)
- 달 탐사차

전초기지는 알테어 달착륙선(en:Altair (spacecraft))으로 재보급 될 것이다. 4명의 우주인과 6톤의 화물을 수송한다.

## 얼음
NASA는 달의 극지방에 있는 크레이터의 음영 지역에 얼음이 존재한다는 결정적인 증거들을 가지고 있다. 이는 나사의 다른 탐사선들이 관측한 결과로 이 얼음은 달의 얇은 토양에 덮여 있는 것으로 보인다. 과거 달에 충돌한 혜성 등에서 공급된 얼음은 열이 차단되는 토양 속에서는 영겁의 시간 동안 보존될 수 있다.

## 러시아
러시아의 린 인더스트리얼(Lin Industrial)이 디자인한 달 기지는 달 남극 근처에 위치한 마라페트 크레이터 주위에 만들어질 예정이다. 1단계로 승무원 2명을 수용할 수 있는 시설을 건설한 다음, 2단계로 4명까지 인원을 확장할 계획이다. 달 기지를 건설하려면 초대형 우주로켓(SHLLV) 13회를 포함, 대형 우주로켓(HLLV)을 37회나 발사해야 한다. 건설비용은 93억 달러(10조원) 정도로 예상된다.

## 같이 보기
- 아르테미스 계획
- 달 정찰 인공위성
- 달 거주지